# Astragalus uncialis
Astragalus uncialis är en ärtväxtart som beskrevs av Rupert Charles Barneby. Astragalus uncialis ingår i släktet vedlar, och familjen ärtväxter. Inga underarter finns listade i Catalogue of Life.